# Piotrowice (powiat oświęcimski)
Piotrowice – wieś w Polsce położona w województwie małopolskim, w powiecie oświęcimskim, w południowej części gminy Przeciszów, ok. 22 km na wschód od Oświęcimia.
Funkcjonują tutaj: Ochotnicza Straż Pożarna, ośrodek zdrowia, szkoła podstawowa oraz Ludowy Klub Sportowy Piotrowice.

## Geografia
Wieś leży nad potokiem Bachórz i w jego dolinie. Okolice wsi są urozmaicone licznymi wzgórzami.

## Nazwa
Nazwa wsi wzmiankowana po raz pierwszy w XIV wieku pod nazwą Petrovicz i jest ona typową polską nazwą patronimiczną pochodzącą od imienia zasadźcy o imieniu Piotr.
Nazwę miejscowości w zlatynizowanej staropolskiej formie Pyotrowycze villa wymienia w latach 1470–1480 Jan Długosz w księdze Liber beneficiorum dioecesis Cracoviensis.

## Części wsi
Integralne części wsi Piotrowice:
przysiółkiGranice Głębowskie
części wsiBurdel, Capia Górka, Dół, Dominówka, Góra, Hajduga, Kleparz, Księża Wieś, Las, Lipówka, Makuchówka, Na Sołtystwie, Na Tarnówce, Nyklówka, Skapana, Tramerówka, Walkowizna, Węglarzówka, Winkiel, Wolność

## Historia
Miejscowość znajdowała się w granicach księstwa oświęcimskiego, później zatorskiego. W XVI wieku wcielona do Korony Królestwa Polskiego. Następnie w rękach Fryderyka Piotra Dunina z Zatora.
W latach 1975–1998 miejscowość należała administracyjnie do województwa bielskiego.

## Zabytki
Kościół parafialny wzmiankowany w latach 1325–1327. Drewniany obiekt zbudowano z inicjatywy ks. Jana Salomona Piotrowskiego. Świątynia została spalona. W 1895 roku zakończono budowę kościoła parafialnego pod wezwaniem Najświętszej Marii Panny w Piotrowicach. Jest to obiekt murowany, z czerwonej cegły, z wysoką wieżą. Wewnątrz znajdują się cenne obiekty: ołtarz główny i rzeźba Pietà z XIV wieku.